# الغارقون في الشمس (رواية)
رواية الغارقون في الشمس (بالإنجليزية: The Sundowners)‏ هي رواية للكاتب الأسترالي جون كليري. نشرت عام 1952.